# Função de correlação (teoria quântica de campo)
Em teoria quântica de campo, a função de correlação de n pontos é definida como a média funcional (valor esperado funcional) de um produto de {\displaystyle n} operadores de campo em posições diferentes 
{\displaystyle C_{n}\left(x_{1},x_{2},\ldots ,x_{n}\right):=\left\langle \phi (x_{1})\phi (x_{2})\cdots \phi (x_{n})\right\rangle ={\frac {\int {\mathcal {D}}\phi \;e^{-S[\phi ]}\phi (x_{1})\cdots \phi (x_{n})}{\int {\mathcal {D}}\phi \;e^{-S[\phi ]}}}}
Para funções de correlação dependentes do tempo, é necessário incluir o operador de ordenação temporal, {\displaystyle T}. 
O termo função de Green é certas vezes generalizado para descrever qualquer função de correlação de n pontos, em vez de apenas funções de dois pontos. 
A função de correlação de dois pontos pode ser interpretada fisicamente como a amplitude de propagação de uma partícula ou excitação entre dois pontos no espaço-tempo. Na teoria livre, esta corresponde simplesmente ao propagador de Feynman.